# Verein für Geschichte der Prignitz
Der Verein für Geschichte der Prignitz e. V. ist ein deutscher, regionaler Geschichtsverein mit Sitz in Perleberg.

## Geschichte
Der Verein für Geschichte der Prignitz wurde am 9. September 1999 in Rühstädt von elf Mitgliedern gegründet und hatte bei seinem 10-jährigen Jubiläum über 100 Mitglieder. Die Gründungsmitglieder waren Bernhard von Barsewisch, derzeit 2. Vorsitzender, Carl Michael von Quitzow, Heike und Rainer Neumann, Torsten Foelsch, Friedrich-Christoph und Achaz von Saldern, Werner Blumenthal, Kerstin Beck, Uwe Czubatynski und Clemens Bergstedt.
Hauptzweck ist die wissenschaftliche Erforschung der Prignitzer Regionalgeschichte Ostprignitz-Ruppin. Der Verein konnte an keinerlei Tradition anknüpfen und musste aufwendige Pionierarbeit auf diesem Gebiet leisten. Der Mittelalterhistoriker Wolfgang Radtke würdigte die erbrachte Arbeit in der Einleitung seines 2016 erschienenen Buches Brandenburg im 19. Jahrhundert (1815–1914/18). Er zählte ihn zu den historischen Vereinen, die sich nach der Deutschen Wiedervereinigung in den 1990er Jahren aus Ortschronisten und flächendeckend arbeitenden Laienarchäologen, meist unter Leitung von ausgebildeten Historikern, gründeten, in denen eine zunehmend auf geschichtswissenschaftlicher Basis mögliche Vereinsarbeit realisiert wurde. Aus seiner Sicht leisten sie zudem einen wesentlichen Baustein für die historische, politische und gesellschaftliche Identitätsfindung der Brandenburger.
Der Verein für Geschichte der Prignitz ist Kooperationspartner der Landesgeschichtlichen Vereinigung für die Mark Brandenburg.

## Publikationen
Seit 2001 gibt er die Mitteilungen des Vereins für Geschichte der Prignitz heraus. Ebenso wurde 2006 ein Nachdruck der 1928 vom Heimatverein Perleberg herausgegebenen Werkes Die Prignitz und ihre Bevölkerung nach dem Dreißigjährigen Kriege: auf Grund des Landesvisitationsprotokolls von 1652 von Johannes Schultze herausgegeben.

## Vorstandsmitglieder
(Stand Januar 2019)
| Funktion                    | Name                                                                                                   | Anmerkungen                           |
| --------------------------- | --- | ------------------------------------- |
| Vorsitzender                | Uwe Czubatynski (* 1965)                                                                               | Pfarrer und Bibliothekar              |
| 2. Vorsitzender             | Bernhard von Barsewisch (* 1935)                                                                       | Mediziner, Kunstsammler und Genealoge |
| Schriftführer               | Hannelore Franek                                                                                       | Diplompädagogin                       |
| Schatzmeister               | Hans-Dieter Haas                                                                                       |                                       |
| Weitere Vorstandsmitglieder | Volker Dahm, Georg Grüneberg, Gerd Mette, Antje Reichel, Peter Teichfuß, Katharina-Angelika Zimmermann |                                       |